# Tony Richardson
Cecil Antonio "Tony" Richardson (n. 5 iunie 1928, Shipley⁠(d), Anglia, Regatul Unit – d. 14 noiembrie 1991, Los Angeles, California, SUA) a fost un regizor englez și producător de filme. Este cel mai cunoscut pentru regia filmelor  Tom Jones (1963) pentru care a primit Premiul Oscar pentru cel mai bun regizor, filmul idol Hotelul din Hampshire (1984) și ultimul său film Cer albastru (1994).

## Biografie
A fost căsătorit cu Vanessa Redgrave din 1962 până la divorțul din 1967. Cu Vanessa a avut 2 fiice, Natasha Richardson (1963–2009) și Joely Richardson (* 1965).

## Filmografie

### Ca regizor
- 1954 The Apollo of Bellac (film TV)
- 1955 The Actor's End (film TV)
- 1955 Mămica nu-mi dă voie (Momma Don't Allow), cu Karel Reisz
- 1959 Privește înapoi cu mânie (Look Back in Anger)
- 1960 Cabotinul (The Entertainer)
- 1960 A Subject of Scandal and Concern
- 1961 Sanctuarul (Sanctuary)
- 1961 Gustul mierii (A Taste of Honey)
- 1962 Singurătatea alergătorului de cursă lungă (The Loneliness of the Long Distance Runner)
- 1963 Tom Jones
- 1965 Scumpul răposat (The Loved One)
- 1966 Mademoiselle
- 1967 Red and Blue
- 1967 Marinarul din Gibraltar (The Sailor from Gibraltar)
- 1968 Șarja cavaleriei ușoare (The Charge of the Light Brigade)
- 1969 Râsete în întuneric (Laughter in the Dark)
- 1969 Hamlet
- 1970 Ned Kelly) (1970)
- 1973 Echilibru fragil (A Delicate Balance)
- 1974 Dead Cert
- 1975 Mahogany (nemenționat; înlocuit de Berry Gordy 1975)
- 1977 Joseph Andrews
- 1978 A Death in Canaan
- 1982 Granița (The Border)
- 1984 Hotelul din Hampshire [11] (The Hotel New Hampshire)
- 1986 Penalty Phase (TV)
- 1988 Beryl Markham: A Shadow on the Sun
- 1990 Women & Men: Stories of Seduction (cu Frederic Raphael și Ken Russell)
- 1990 The Phantom of the Opera (mini serie TV)
- 1994 Cer albastru (Blue Sky)

## Legături externe
- Tony Richardson la Internet Movie Database
- BFI: Tony Richardson
- Tony Richardson la Find a Grave